# Plastische chirurgie

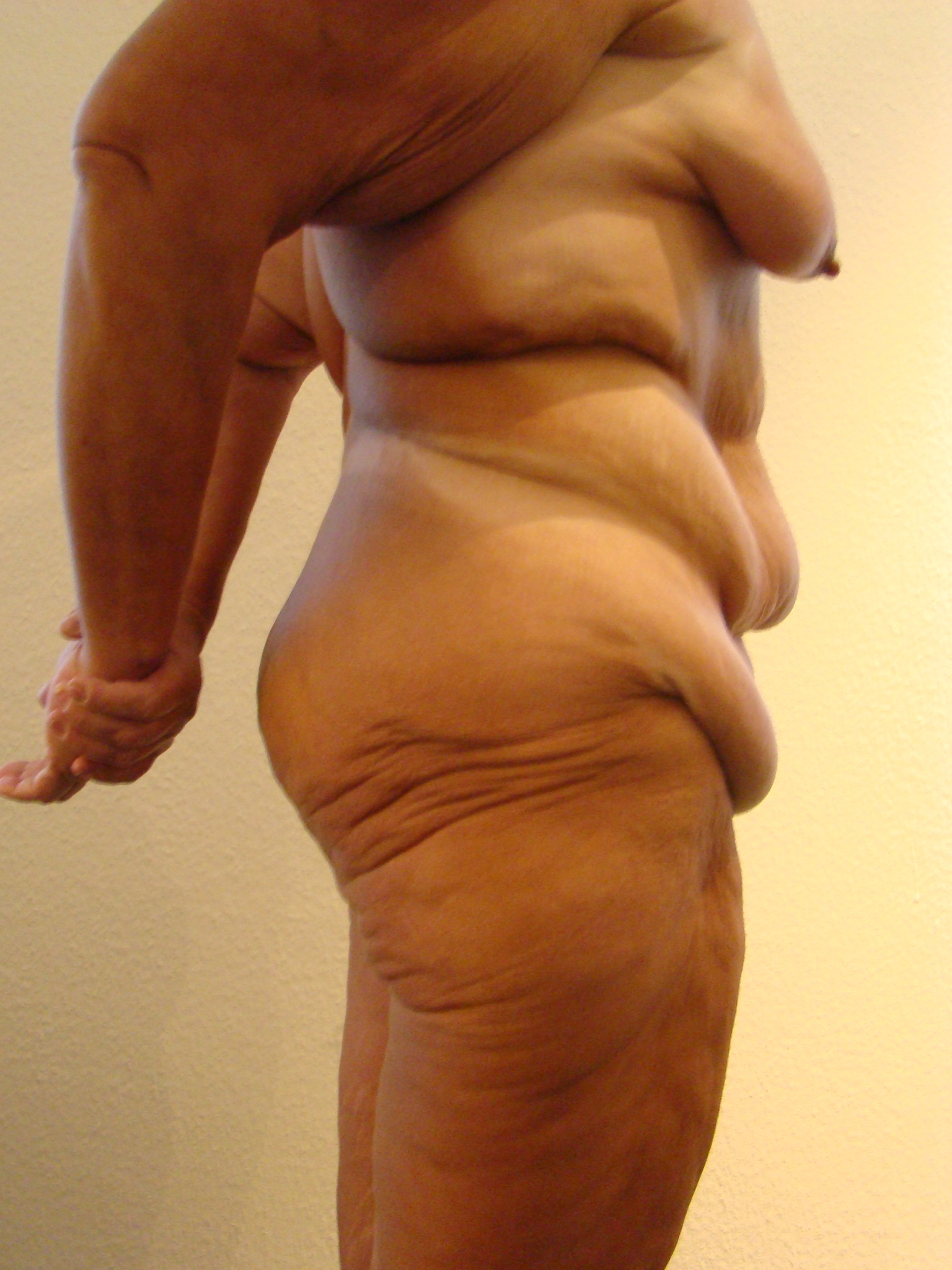
Patiënte die in aanmerking komt voor postbariatrische herstelchirurgie

Plastische chirurgie is een chirurgisch specialisme dat veelal geassocieerd wordt met het esthetisch of functioneel aanpassen van het uiterlijk. Dit kan bestaan uit het herstellen van aangeboren of opgelopen verminkingen van het lichaam, maar ook uit cosmetische operaties zonder medische noodzaak. Officieel heet het specialisme echter "plastische, reconstructieve en handchirurgie", en bestaat het vak uit veel meer dan alleen de esthetische chirurgie.
Tot de groep patiënten die reconstructieve chirurgie ondergaan, behoren zeer uiteenlopende patiënten. Het kan hierbij gaan om geboorteafwijkingen, ongelukken, maar ook mensen die door kanker of een andere ziekte een deel van hun lichaam hebben moeten inleveren. Aangeboren afwijkingen zoals een hazenlip (Schisis), aangeboren hand- of voetafwijkingen, maar ook zeer grote moedervlekken (de zogenoemde congenitale naevi) of vaat-afwijkingen als wijnvlekken en hemangiomen worden vaak door een "kinder-plastisch chirurg" geopereerd, iemand die zich speciaal op de aangeboren afwijkingen heeft toegelegd.

## Geschiedenis
Al rond het begin van de jaartelling vonden in India reconstructies van afgesneden neuzen plaats en volgens sommige bronnen werden in dezelfde tijd in China lipspleten geopereerd. De eerste Nederlands beschreven ervaringen over het herstel van hazenlippen of hazenmonden in de middeleeuwen kunnen teruggevonden worden in een heelkundig manuscript van meester Jan Yperman (1260-ca. 1330) uit Ieper. Hij deed dit door de beide delen van de schisis te openen en weer aan elkaar te hechten. Een soortgelijke, maar uitgebreidere operatie voerde Hendrick van Roonhuyze in de 17e eeuw ook uit. In Duitsland werd de operatie nog verder geperfectioneerd in de vroege 19e eeuw door Johann Friedrich Dieffenbach, die wel bekend staat als de vader van de plastische chirurgie.

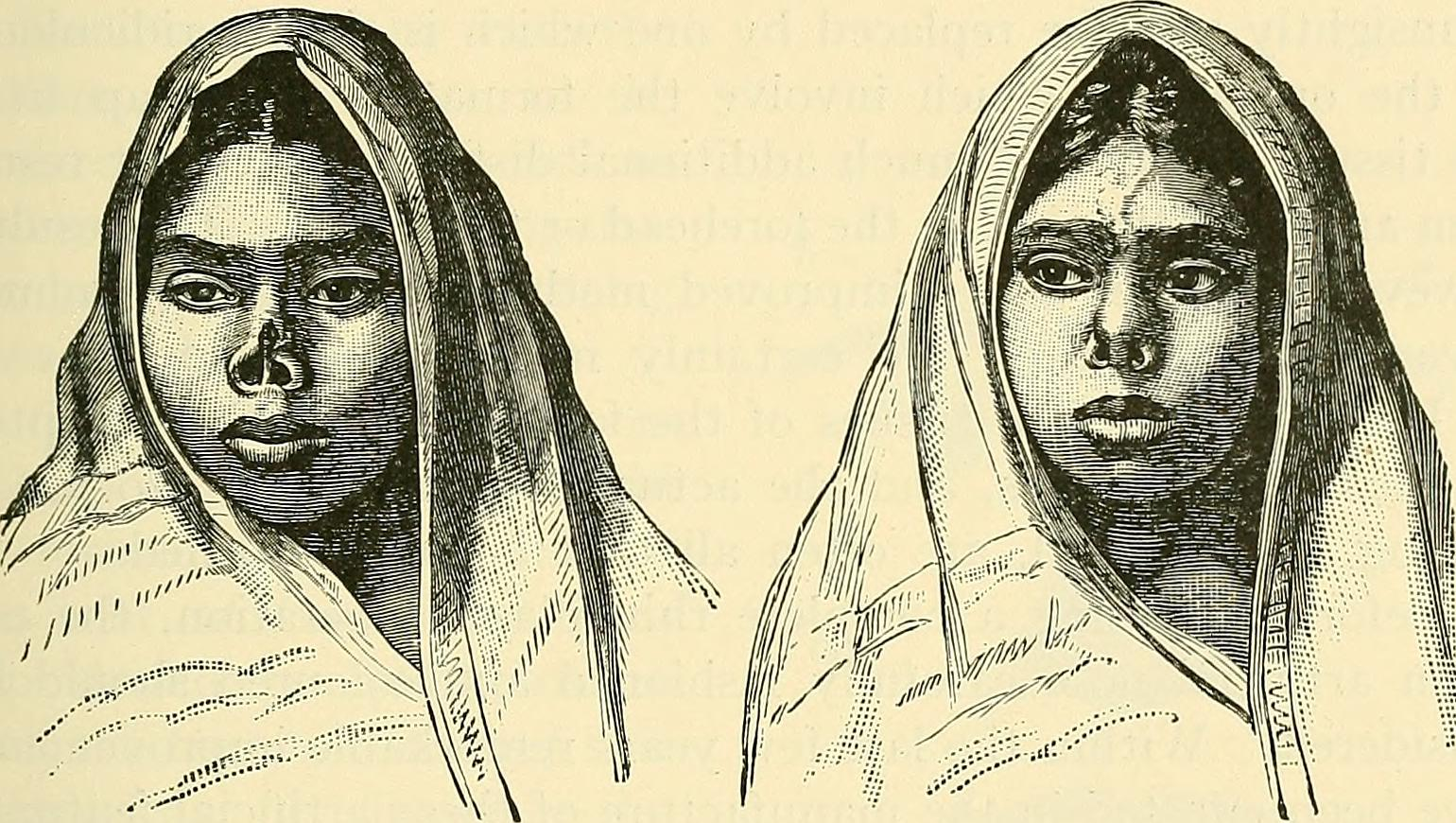
Patiënte met ontbrekende neusweefsels krijgt door middel van zwaailap vanuit het voorhoofd nieuwe weefsels die haar neus vormen (voor het eerst in 1891 gepubliceerd).

De eerste plastische chirurgie in Engeland werd in 1816 toegepast door de Britse chirurg Joseph Constantine Carpue. Hij reconstrueerde een neus met behulp van een gesteelde lap, een methode die in India al duizenden jaren geleden toegepast werd. In de tijd van Carpue werd de techniek echter veelal bij syfilispatiënten, een ziekte die in India niet met deze methode werd behandeld. Syfilis veroorzaakt in een vergevorderd stadium verlies van de weefsels van de neus. Hierdoor ontstaat een zadelneus, waarbij de neus inzakt, en wanneer de syfilis nog verder doorzet een holte, iets wat mensen afschrikte. Daar kwam bij dat syfilis een seksueel overdraagbare aandoening is en omdat de ziekte sterk geassocieerd werd met prostitutie bracht dit veel schaamte en sociale schande met zich mee die door een behandeling met een gesteelde lap verminderd kon worden.
Van belang voor de (cosmetische) chirurgie was een tweetal ontwikkelingen in de 19e eeuw. In de tweede helft van de eeuw kwam de ziektekiemtheorie in zwang. Louis Pasteur, bioloog en scheikundige, bedacht een theorie die in de basis steunde op het idee dat er microben bestonden die mensen ziek konden maken. Hij begreep daardoor ook het belang van hygiëne en ontsmetting van gebruikte instrumenten. Robert Koch, een Duitse arts, zou deze theorie vanaf de jaren 1870 en 1880 verder onderzoeken en populair maken binnen het medische establishment. Joseph Lister, een Britse chirurg, zag al snel het belang in van goed ontsmetten en begon de ideeën van Pasteur al vanaf 1865 toe te passen in de operatiekamer door zijn handen en instrumenten te desinfecteren. Een tweede ontdekking die van belang was, was de verdoving. Algehele verdoving was een nieuw verschijnsel, rond het midden van de 19e eeuw werden de eerste van dergelijke verdovingen ontdekt. Voor die tijd werd chirurgie zoveel mogelijk vermeden en, wanneer dit echt niet anders kon, zo snel mogelijk uitgevoerd. Chirurg Robert Liston zou in 28 seconden een been kunnen amputeren en verloor hierdoor aanzienlijk minder patiënten dan zijn tragere collega's. Liston zou de eerste arts worden die onder verdoving opereerde. Door verdoving konden chirurgen hun tijd nemen en zodoende nieuwe behandelingen uitproberen. Ook was het werk nauwkeuriger omdat de patiënt niet meer probeerde aan de pijn te ontkomen. Dit, in combinatie met de vernieuwde hygiënestandaarden maakte chirurgie vele malen aantrekkelijker. Voor het eerst had een patiënt een goede kans om een operatie te overleven. Hierdoor werd ook het uitvoeren van meer cosmetische ingrepen meer voor de hand liggend; waar operaties eerst enkel bij uiterste noodzaak werden uitgevoerd, was er nu meer ruimte voor niet-levensreddende operaties.
De ontwikkeling van de plastische chirurgie kreeg een grote impuls tijdens de Eerste Wereldoorlog. Door oorlogshandelingen traden verminkingen op die voordien weinig werden aangetroffen en tegelijk zorgde de invoering van stalen helmen ervoor dat soldaten een grotere kans hadden dergelijke verwondingen überhaupt te overleven. De Franse gueules cassées (gebroken smoelen), een omschrijving voor soldaten die in de Eerste Wereldoorlog gewond waren geraak in het gezicht, zorgden voor grote vorderingen in de plastische, maar bijvoorbeeld ook in de mond-, kaak- en aangezichtschirurgie. Pioniers van beide disciplines waren in deze tijd Harold Gillies, Hippolyte Morestin en Suzanne Noël. Noël leerde haar vaardigheden aan Annie Mulder van de Graaf, die al sinds de jaren 1930 facelifts uitvoerde in Nederland. Ook andere takken van de (plastische) chirurgie deden hun ervaring op op het slagveld. Zo zou Ludwig Levy-Lenz zijn hier opgedane kennis inzetten bij het uitvoeren van vroege genderbevestigende operaties.

## Ongevallen
Ook na ongevallen is vaak plastisch chirurgische expertise vereist. Naast voor de hand liggende trauma's als brandwonden, aangezichtsletsels en grote littekens wordt de plastisch chirurg vaak betrokken bij wonden waarbij de bedekking van onderliggende structuren als botten, pezen, bloedvaten en dergelijke niet meer mogelijk is. Soms worden er dan trucjes toegepast om het defect te sluiten door de omliggende huid wat los te maken en over het defect heen te draaien, maar indien dat onmogelijk is moet een andere oplossing worden bedacht. Een spier uit de omgeving losmaken en die over het defect heen draaien, de zogenoemde gesteelde lap, is dan soms een optie. Hierbij blijft de bestaande bloedvoorziening van de spier intact. Als dat niet kan wordt er soms voor gekozen om een spier van een locatie wat verder weg helemaal los te halen, en vervolgens op de plek van het defect met zijn bloedvaten weer aan te sluiten op bloedvaten in de buurt van het defect, zodat de spier hier kan overleven. Dit wordt een "vrije lap" of "free flap" genoemd, en vereist microchirurgische expertise aangezien de bloedvaten dan met een microscoop moeten worden aangesloten.

## Reconstructies
Patiënten die na een oncologische operatie (een operatie die verricht wordt in verband met kanker) een probleem overhouden worden ook vaak door een plastisch chirurg gezien. Dit kan zijn direct tijdens de operatie waarin de tumor wordt verwijderd, of pas maanden of jaren later. In het eerste geval bestaat er vaak al een probleem omdat er een belangrijke anatomische structuur moet worden weg genomen om alle kanker weg te kunnen halen. Een tumor in het bot van de onderkaak is hier een goed voorbeeld van. Een kaakchirurg haalt dan een groot deel van de onderkaak weg en laat een groot defect over dat door de plastisch chirurg moet worden hersteld. Vaak gaat het niet alleen om bot, maar ook om weke delen. Ook dan wordt vaak gebruikgemaakt van de microscoop om het defect op te vullen met een vrije lap. Aangezien alleen spier niet voldoende is om de onderkaak te reconstrueren, moet ook een stuk bot worden getransplanteerd. Aangezien donormateriaal vaak gepaard gaat met afstoting en dergelijke, is materiaal vanuit de patiënt zelf veruit superieur. Er bestaan diverse plekken waar  relatief ongestraft een stuk bot kan worden weggehaald met een voedende slagader en afvoerende ader om in het hoofd-hals gebied weer aan te sluiten. Het kuitbeen (de fibula), de bekkenkam (de crista iliaca) of het schouderblad (de scapula) kunnen gebruikt worden, de fibula is het populairst. Maar ook vrouwen die vanwege borstkanker een borst moeten afstaan ondergaan soms tijdens dezelfde operatie waarin de borst wordt afgezet een reconstructie van de borst. Dit kan veel psychologische voordelen hebben, zoals een verbeterd zelfbeeld en meer zelfvertrouwen. Behalve deze voordelen voor de patiënt zijn er ook chirurgisch-technische voordelen, omdat veel van de huid vaak kan blijven zitten en zijn eigen vorm nog heeft. Borstreconstructie kan op veel verschillende manieren, met lichaamsvreemd materiaal als siliconen borstprotheses, maar ook met lichaamseigen materiaal als de rugspier (de Lattisimus Dorsi) of met buikvet. Dit buikvet kan op zijn eigen bloedvaten gesteeld blijven en samen met de rechte buikspieren (de rectus abdominus) naar de wond worden 'gedraaid', of als vrije lap microscopisch worden aangesloten. In het eerste geval wordt gesproken over een TRAM-flap (Transverse Rectus Abdominis Muscle), in het tweede over een DIEP-flap (Deep Inferior Epigastric Perforator).

## Handchirurgie
De handchirurgische kant van het vak is er één die vaak onderbelicht wordt. Gezien de zeer complexe anatomie van de hand met een uitgesproken balans tussen buig- en strekpezen, met daarnaast de vele ligamenten en de grote hoeveelheid aan belangrijke structuren als zenuwen, bloedvaten, pezen en spieren op een klein oppervlak, maken van de hand een grote chirurgische uitdaging. Gezien de chirurgisch-technische en vaak microscopische expertise die vereist is om een ernstig verwonde hand weer aan te zetten of te repareren, is dit specialisme van oudsher bij de plastisch chirurg terechtgekomen. In België behoort het echter tot de orthopedische heelkunde. Naast afgerukte handen en vingers weer aanzetten en allerlei gebroken botten fixeren in de hand, bestaat de handchirurgie uit allerlei ligamentaire problemen, zenuwproblemen, gewrichtslijtage (artrose) en zelfs soms aangeboren afwijkingen.

## Esthetische chirurgie
Tot slot de esthetische kant van de plastische chirurgie. Dit is de kant waarmee het vak in de media altijd direct geassocieerd wordt, maar welke eigenlijk maar een relatief klein deel van het vak vormt. Het betreft hierbij doorgaans mensen die een operatie ondergaan aan hun lichaam met als doel hun uiterlijk te optimaliseren. Het gaat hier vaak om mensen die sterke onvrede hebben met hun uiterlijk. Deze vorm van plastische chirurgie wordt cosmetische of esthetische chirurgie genoemd. Een aantal vaak uitgevoerde operaties zijn borstvergroting of -verkleining, liposuctie, neus-, oog- en oorcorrecties, de voorhoofdslift, de facelift en de thigh gap. Door het transplanteren van weefsel of het gebruik van kunstmatige materialen zoals siliconen zijn een groot aantal van deze cosmetische correcties mogelijk geworden. De overgrote meerderheid van de mensen die ervoor kiezen om een cosmetische operatie te ondergaan, heeft een zeer duidelijk omschreven wens en verwachting van de ingreep en het resultaat. Ondanks de grote aandacht hiervoor in de media zijn er geen cijfers die bevestigen dat patiënten die cosmetische operaties ondergaan steeds jonger worden, of dat plastisch chirurgen elke gewenste operatie zonder meer uit zouden voeren. Voor operaties in het algemeen, maar voor cosmetische operaties in het bijzonder, geldt dat een reële verwachting van zowel de patiënt als de chirurg essentieel zijn voor een bevredigend resultaat.

## Reclameverbod (België)
Er is vanaf 15 augustus 2011 overeenkomstig de wet van 6 juli 2011 een reclameverbod voor ingrepen van medische esthetiek (= plastische chirurgie), dit is elke ingreep van een beoefenaar van de geneeskunde om iemands uiterlijk op diens vraag te veranderen om esthetische redenen en zonder therapeutisch of reconstructief doel. Ook inspuitingen en laser klasse IV- en IPL-behandelingen worden beschouwd als ingrepen van medische esthetiek.
‘Reclame’ wordt heel ruim gedefinieerd, met name iedere mededeling of handeling die de ingrepen rechtstreeks of onrechtstreeks bevordert en dit ongeacht de aangewende plaats, drager of technieken.
Persoonlijke informatie over de ingrepen en de beoefenaars is enkel onder strikte voorwaarden toegelaten. Deze informatie moet waarheidsgetrouw, objectief, relevant, verifieerbaar, discreet en duidelijk zijn. Ze mag verder niet misleidend of vergelijkend zijn. Financiële argumenten zijn verboden.
Bovendien mogen resultaten van onderzoeken niet gebruikt worden als persoonlijke informatie. Het gaat hier onder meer om foto’s van vóór en na de ingreep en om getuigenissen van patiënten.

## Regelgeving in Nederland
In Nederland geldt geen reclameverbod zoals in België, maar er bestaan sinds 2013 wel meer regels over bijvoorbeeld kortingsacties voor plastisch-chirurgische ingrepen. Deze regels worden echter niet altijd nageleefd.

## Bekende Nederlanders verbonden aan de plastische chirurgie
In Nederland zijn een aantal bekende Nederlanders en instellingen die te maken hebben gehad plastische chirurgie, ofwel als behandelaar ofwel als patiënt.
Belangrijke instellingen op het gebied van plastische chirurgie zijn:
- Brandwondencentrum Beverwijk - een van de drie brandwondencentra in Nederland en het eerst opgerichte centrum
- Maasstad Ziekenhuis - bevat een brandwondencentrum
- Martini Ziekenhuis - bevat een brandwondencentrum

Bekende Nederlanders betrokken bij de plastische chirurgie zijn:
- Robert Schoemacher - plastische chirurg die ook veel deed aan de PR-kant van de plastische chirurgie[15]

- Marijke Helwegen - Helwegen was in de jaren 1990 een bekend boegbeeld van de plastische chirurgie. Zij werkte samen met de kliniek van Robert Schoemacher en fungeerde als een levend plastisch chirurgisch model[15]
- Annemarie Oster - onderging diverse behandelingen, zowel op het gebied van chirurgie en minder invasieve behandelingen en vertelde hier ook over[15]
- Patricia Paay - Paay heeft verschillende ingrepen laten doen, waaronder een ooglidcorrectie en botox[16]
- Gerard Joling - Joling gaf aan gebruikt te hebben gemaakt van botox maar ontkende meer invasievere ingrepen te hebben ondergaan[17][18]